# OpenDyslexic

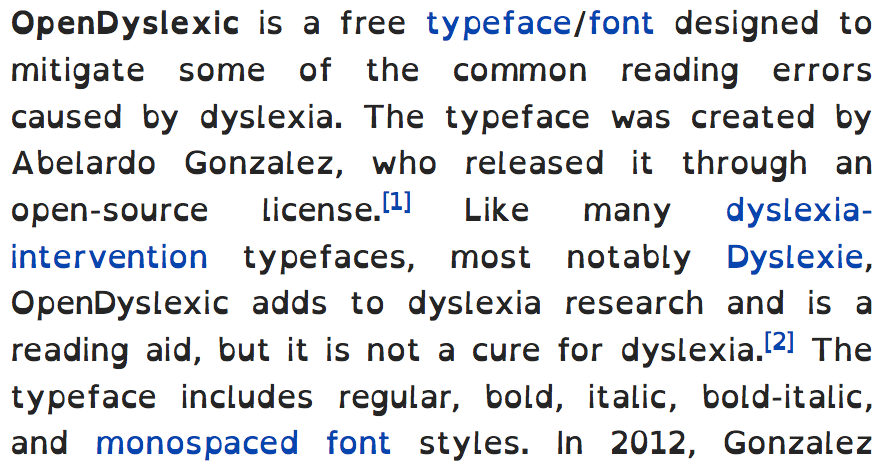
OpenDyslexic 字体示例

OpenDyslexic 是一种免费字体，旨在减轻由失讀症引起的一些常见阅读错误。该字体由 Abelardo González 创建，并通过 SIL开源字体授权发布。这款字体基于DejaVu Sans，这也是一种开源字体。
像许多其他类似 Dyslexie 的阅读障碍干预字体一样，OpenDyslexic 融合了阅读障碍研究的成果，是一种阅读辅助工具，但它不能治愈阅读障碍。 字体包括常规、粗体、斜体、粗斜体和等宽字体样式。使用这种字体是否有好处仍然受到质疑。 
2012 年，González 向 BBC 解释了他开发这款字体的动机：“虽然我见过类似的字体，但当时我完全负担不起它们，就成本而言也不切实际。”

## 整合
该字体目前是许多网站和印刷品的可选选择，包括维基百科、Instapaper、Kobo eReader、亚马逊 Kindle、一些儿童读物以及经典文学书籍的至少一个版本。
还有一个可用的 Google Chrome 扩展程序，由 Abelardo González 和 Robert James Gabriel 开发。它也是奥斯瓦尔德基金会的网络无障碍产品中“阅读障碍友好模式”的一部分。

## 科学研究
有两项小型研究是关于使用特殊的字体对失讀症学生的影响的。 Rello 和 Baeza-Yates 在2013 年测量了患有阅读障碍的 11～50 岁西班牙读者的眼球追踪记录，发现使用 OpenDyslexic 并没有显著改善阅读时间，也没有缩短注视时间。 2010 年，Leeuw 在她的硕士论文中利用 21 名患有阅读障碍的荷兰学生将 Arial 和 Dyslexie 这两种字体进行了比较，发现 OpenDyslexic 尽管不会导致阅读速度加快，但可能有助于解决一些由阅读障碍引起的错误。
英国阅读障碍协会在其“适合阅读障碍的风格指南”中建议使用无衬线体，例如 Arial 和Comic Sans，因为这些字体使字母看起来不那么拥挤，并补充说替代方案包括 Verdana、Tahoma、Century Gothic、Trebuchet、Calibri 和 Open Sans。” 

## 相关字体
还有其他字体和字体与阅读障碍症患者的益处有关，包括： BBC Reith、Comic Sans、Dyslexie、FS Me、Sassoon 和 Sylexiad。